# Підосавул

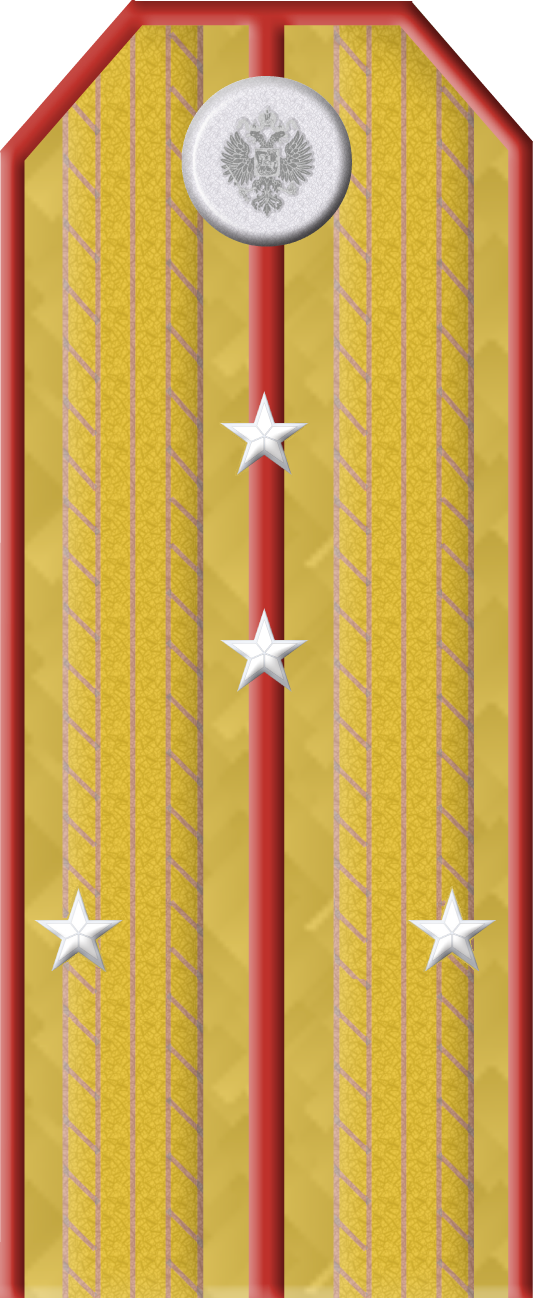
Погон підосавула російської імператорської армії (1909–1917)

Підосаву́л (тюрк. yasaul, ясаул, «начальник») — Козацька посада з XVI століття.  Також обер-офіцерський козацький чин Російської імперії у 1798-1917 роках.

## Гетьманщина таСлобідщина
В XVII— XVIII століттях підосавули, козацькі старшини, підлеглі осавулів. 
Полковий підосавул заступав полкового осавула, але за полкову старшину не вважався.

## Військовий чин козацьких частинРосійської імперії(1798-1917)
Обер-офіцерський військовий чин  в козацьких військах Російської імперії. Згідно Табелі про ранги, спершу відносився до X класу і був аналогом кавалерійського чину «штабс-ротмістра». З 1884 року чин підосавула було піднято до IX класу, як і чин штабс-ротмістра  якому він дорівнював. Підосавул був помічником або заступником осавула, командував козацькою сотнею.
Підосавул був вище за рангом ніж сотник, але нижче за осавула.
16 грудня 1917 року після Жовтневого перевороту декретом радянського керівництва було скасовано чини, звання та титули часів Російської імперії. Але цей чин, ще деякий час використовувався у Білій армії (1917-1921).
Знаками розрізнення  підосавула  були погони з одним просвітом. На кожному погоні було по чотири п’ятипроменеві зірочки.

## Цікаві факти
- У радянського співака Ігоря Талькова є пісня «Колишній підосавул», яку він написав у 1990 році. Сюжетом пісні є історія колишнього донського підосавула, який під час  Громадянської війни перейшов на сторону «червоних» і згодом ставши командармом РСЧА, був розстріляний більшовиками. Пісня була написана Тальковим після ознайомлення з біографією Миронова Пилипа Кузьмича (1872-1921). Насправді останнім чином Миронова у козацьких військах  був військовий старшина. Як учасник Революції 1905 року, підосавул Миронов був звільнений з війська, та позбавлений чина (чин повернули у 1914 році).